# 곡면 리만–로흐 정리
수학에서 곡면에 대한 리만-로흐 정리(영어: Riemann–Roch theorem for surfaces)는 대수 곡면 위의 선형 계의 차원을 설명한다. 그것의 고전적인 형태는 막스 뇌터(1886)와 페데리고 엔리퀘스(1894)에 의해 초기 형태가 발견된 후, 카스텔누오보(1896, 897)에 의해 처음 주어졌다. 층-이론적 버전은 히르체브루흐가 발표했다.

## 서술
리만-로흐 정리의 한 형태는 {\displaystyle D}가 비특이 사영 곡면의 약수인 경우
{\displaystyle \chi (D)=\chi (0)+{\tfrac {1}{2}}D.(D-K)\,}
여기서 {\displaystyle \chi }는 정칙 오일러 특성이다. 점 .은 교차수이고 {\displaystyle K}는 정준 약수이다. 상수 {\displaystyle \chi (0)}는 자명한 다발의 정칙 오일러 특성이며, {\displaystyle 1+p_{a}}, 여기서 {\displaystyle p_{a}}는 곡면의 산술 종수이다. 비교를 위해 곡선에 대한 리만–로흐 정리는 {\displaystyle \chi (D)=\chi (0)+{\text{deg}}(D)}

## 뇌터 공식
뇌터 공식은
{\displaystyle \chi ={\frac {c_{1}^{2}+c_{2}}{12}}={\frac {(K.K)+e}{12}}}
여기서 {\displaystyle \chi =\chi (0)}은 정칙 오일러 특성이고, {\displaystyle c_{1}^{2}=(K.K)}는 천 수와 표준 특성류 {\displaystyle K}의 자기 교차수이고 {\displaystyle e=c_{2}}는 위상수학적 오일러 특성이다. 리만-로흐 정리에서 {\displaystyle \chi (0)}이라는 용어를 위상 용어로 대체하는 데 사용할 수 있다. 이것은 곡면에 대한 히르체브루흐-리만-로흐 정리를 제공한다.

## 히르체브루흐-리만-로흐 정리와의 관계
곡면의 경우 히르체브루흐-리만-로흐 정리는 본질적으로 뇌터 공식과 결합된 곡면에 대한 리만-로흐 정리이다. 이를 확인하려면 곡면의 각 약수 {\displaystyle D}에 대해 {\displaystyle D}의 선형 시스템이 {\displaystyle L}의 단면 공간과 거의 같은 가역 다발 {\displaystyle L=O(D)}가 있다는 것을 기억하라. 곡면의 경우 토드 특성류는 다음과 같다. {\displaystyle 1+c_{1}(X)/2+(c_{1}(X)^{2}+c_{2}(X))/12}, 층 {\displaystyle L}의 천 특성류는 {\displaystyle 1+c_{1}(L)+c_{1}(L)^{2}/2}이다, 그래서 히르체브루흐-리만-로흐 정리는 다음과 같이 말한다.
{\displaystyle {\begin{aligned}\chi (D)&=h^{0}(L)-h^{1}(L)+h^{2}(L)\\&={\frac {1}{2}}c_{1}(L)^{2}+{\frac {1}{2}}c_{1}(L)\,c_{1}(X)+{\frac {1}{12}}\left(c_{1}(X)^{2}+c_{2}(X)\right)\end{aligned}}}
다행히도 이것은 다음과 같이 보다 명확한 형식으로 작성할 수 있다. 먼저 {\displaystyle D=0}로 놓으면
{\displaystyle \chi (0)={\frac {1}{12}}\left(c_{1}(X)^{2}+c_{2}(X)\right)} (뇌터 공식)
임을 보일 수 있다. 가역 층(선다발)의 경우 두 번째 천 특성류가 사라진다. 두 번째 코호몰로지 동치류의 곱은 피카르 군의 교차수로 식별할 수 있으며 곡면에 대한 리만-로흐 정리의 보다 고전적인 모습을 얻는다.
{\displaystyle \chi (D)=\chi (0)+{\frac {1}{2}}(D.D-D.K)}
원한다면 세르 쌍대성을 사용하여 {\displaystyle h^{2}(O(D))}를 {\displaystyle h^{0}(O(K-D))} 표현 할 수 있다. 그러나 곡선의 경우와 달리 일반적으로 층 코호몰로지를 포함하지 않는 형식으로 {\displaystyle h^{1}(O(D))}항을 작성하는 쉬운 방법이 없다(실제로는 종종 사라지지만).

## 초기 형태
곡면에 대한 리만-로흐 정리의 초기 형태는 첫 번째 코호몰로지 군에 대한 직접적인 기하학적 설명이 없었기 때문에 종종 등식보다는 부등식으로 언급되었습니다. 전형적인 예는 자리스키 (1995, p. 78) , 이는
{\displaystyle r\geq n-\pi +p_{a}+1-i}
여기서
- {\displaystyle r}은 전체 선형 시스템의 차원 | 디 | 제수 {\displaystyle D}의 (그래서 {\displaystyle r=h^{0}(O(D)-1)})
- {\displaystyle n}은 자기 교차수 {\displaystyle (D.D)}로 주어진 {\displaystyle D}의 가상 차수이다.
- {\displaystyle \pi }는 {\displaystyle D}의 가상 종수이다. {\displaystyle 1+(DD+KD)/2}와 같다.
- {\displaystyle p_{a}}는 곡면의 산술 종수 {\displaystyle \chi (O_{F})-1}이다.
- {\displaystyle i}는 {\displaystyle {\text{dim}}\,H^{0}(O(K-D))} (세르 쌍대성에 의해 {\displaystyle {\text{dim}}\,H^{2}(O(D))}와 동일).

이 부등식의 두 변 사이의 차이를 제수 {\displaystyle D}의 과잉 {\displaystyle s} 라고 불렀다. 이 부등식을 리만-로흐 정리의 층 이론 버전과 비교하면 {\displaystyle D}의 과잉이 {\displaystyle s}로 주어진다는 것을 알 수 있다. {\displaystyle s=H^{1}(O(D))} 제수 {\displaystyle D}는 {\displaystyle i=s=0}과 같은 경우 정규라고 하고,(즉, {\displaystyle O(D)}의 모든 상위 코호몰로지 군이 사라지는 경우) {\displaystyle s>0}인 경우 과잉이라고 한다.

## 참고 문헌
- Topological Methods in Algebraic Geometry by Friedrich 히르체브루흐 ISBN 3-540-58663-6
- Zariski, Oscar (1995), 《Algebraic surfaces》, Classics in Mathematics, Berlin, New York: Springer-Verlag, ISBN 978-3-540-58658-6, MR 1336146